# Gare de Remiremont
Gare de Remiremont – stacja kolejowa w miejscowości Remiremont, w departamencie Wogezy, w regionie Grand Est, we Francji. Jest zarządzana przez SNCF i obsługiwana przez pociągi TGV Est i TER Grand Est. 

## Położenie
Znajduje się na linii Épinal – Bussang, na km 27,252 między stacjami Saint-Nabord i Vecoux, na wysokości 404 m n.p.m.

## Linie kolejowe
- Linia Épinal – Bussang
- Linia Remiremont  – Cornimont